# 福生市立福生第七小学校
福生市立福生第七小学校（ふっさしりつ ふっさだいななしょうがっこう）は、東京都福生市北田園にある公立小学校。

## 概要

### 教育目標
自ら学び、共に学び合い、広い視野と創造の精神に富み、郷土を愛し、自他の生命を尊重する児童の育成を図る。
1. よく考え、進んで学ぶ子
2. 明るく、思いやりのある子
3. 体をきたえ、がんばりぬく子

## 沿革
- 1974年（昭和49年） - 校舎を新築し、福生第三小学校から分離して開校 [2]
- 1977年（昭和52年） - 第1期増築工事竣工 [2]
- 1982年（昭和57年） - 第2期増築工事竣工 [2]

## 通学区域
- 【自治会名[3]】熊川牛浜（新奥多摩街道以西）、牛浜第一（新奥多摩街道以西）、志茂第一、志茂第二（新奥多摩街道以西）、永田（市道田園第7号線以南）、南田園三丁目、福生団地[4]
- 福生第五小学校とともに、福生第三中学校の通学区域を構成する[5]。

## 交通アクセス
- 青梅線牛浜駅下車 西口から徒歩10分 [6]